# Маноліс Глезос
Маноліс Глезос (грец. Μανώλης Γλέζος; 9 вересня 1922, Наксос — 30 березня 2020) — грецький політик, письменник. Почесний доктор університету Аристотеля в Салоніках.

## Біографія
Маноліс Глезос народився на острові Наксос у селі Алірантос. З 1935 року з родиною переїхав до Афін. Закінчив середню школу, працював в аптеці. В 1940 році вступив до Вищої школи економічних і комерційних досліджень (нині Афінський університет економіки та бізнесу). У 1939 році він почав брати участь у Русі Опору проти італійської окупації і диктатури Метаксаса. Він хотів вступити до грецької армії, але йому було відмовлено через юний вік. Працював у Грецькій місії Червоного Хреста і в Афінському муніципалітеті.
У ніч на 31 травня 1941 року разом з товаришем по підпіллю Апостолосом Сантасом забрався на Акрополь і зірвав встановлений на ньому нацистський прапор, який знаходився під посиленою охороною. Це був перший акт опору нацистським окупантам в Греції і він підняв багатьох греків на боротьбу. Гітлерівці заочно засудили Глезоса і Сантаса до страти. 24 березня він був заарештований німецькою охороною і підданий тортурам у в'язниці. В результаті захворів на туберкульоз. Гітлерівці випустили його з в'язниці, але 21 квітня 1943 року Маноліс Глезос був заарештований вже італійськими окупаційними військами. Після 3 місяців перебування у в'язниці Глезос був звільнений 7 лютого 1944, але був знову заарештований вже грецькими колабораціоністами. 7 вересня йому вдалося втекти.
З моменту визволення Греції від окупантів Маноліс Глезос стає редактором газети Комуністичної партії Греції «Різоспастіс», а в 1947 році він стає її головним редактором. 10 серпня газета була закрита, а 3 березня 1948 Маноліс Глезос був заарештований та засуджений до декількох штрафів. У жовтні 1948 року він був засуджений до смертної кари і 21 березня 1949 року був повторно засуджений до страти. Однак протести громадськості змусили владу замінити смертну кару довічним позбавленням волі. Перебуваючи у в'язниці, Маноліс Глезос 9 вересня 1951 був обраний депутатом парламенту від Єдиної демократичної лівої партії (EDA), але влада анулювала мандат.
У 1958 році Маноліс Глезос був заарештований разом з кількома колегами за безпідставним звинуваченням у шпигунстві на користь СРСР. У липні 1959 року він був засуджений до 5 років позбавлення волі і 4 років заслання, проте в 1962 році під тиском міжнародної громадськості був звільнений. Ще перебуваючи у в'язниці в 1961 році він знову був обраний до парламенту Греції, мандат знову був анульований владою. В 1967 році Маноліс Глезос знову був арештований в ніч військового перевороту хунти чорних полковників і провів у в'язниці 4 роки.
Після відновлення демократії в Греції Маноліс зайнявся відродженням партії EDA. У 1981 і 1985 роках обирався членом парламенту Греції, а в 1984 році також став депутатом Європейського парламенту.
Крім своєї політичної діяльності Глезос розробив систему для запобігання повеней, боротьби з ерозією і збереження підземних вод, яка працює за конструкцією як серія дуже малих гребель для перенаправлення потоків води у водоносних горизонтах.
5 березня 2010 року, під час сутичок демонстрантів з поліцією, він постраждав від сльозоточивого газу та потрапив до лікарні.
4 березня 2010 року Маноліс Глезос брав участь в акції протесту проти політики економії уряду в Афінах, під час якої постраждав від сльозоточивого газу. За словами Маноліса Глезоса, він отримав опіки рогівки очей. Відтак у Греції прийнято рішення замінити сльозоточивий газ, а замість нього використовувати воду.
30 березня 2020 року Глезос помер від серцевої недостатності у віці 97 років. Алексіс Ципрас, колишній прем'єр-міністр Греції, сказав: «Він назавжди залишиться символом борця, який знав, як пожертвувати собою заради народу. " 

## Цікаві факти
У місті Кривий Ріг існувала вулиця Глезоса. 26 липня 2024 року вулицю Глезоса у рамках декомунізації перейменували на вулицю Бориса Назаренка. Причиною перейменування було те, що Маноліс Глезос був відомим грецьким комуністом, його ставлення до СРСР і його підтримка радянської системи дійсно робили його фігурою, яку радянська влада активно використовувала у своїй пропаганді.